# RGD-33
RGD-33 là một loại lựu đạn cầm tay chống bộ binh dạng chày do Liên Xô sản xuất từ năm 1933. Nó được thiết kế để thay thế loại lựu đạn Model 1914 và được sử dụng suốt Chiến tranh thế giới thứ hai.
RGD-33 có đặc điểm gồm 2 phần: phần tay cầm của nó và phần đầu nhồi thuốc nổ. Bên ngoài phần đặt thuốc nổ là lớp bọc phân mảnh làm bằng kim loại có nhiều mảnh hình thoi dính liền nhau. Trước khi sử dụng phải khóa chốt cắm của ngòi nổ ở đầu quả lựu đạn khoảng 4 giây sau đó mới ném được. Khoảng cách thích hợp để ném lựu đạn là từ 30-40 mét. Khi phát nổ, các mảnh hình thoi ở đầu của quả lựu đạn sẽ bắn ra, đạt tốc độ cao trong không khí nhằm gây sát thương biến RGD-33 trở thành một loại lựu đạn "công kích". Nó có bán kính sát thương nhỏ, từ 10–15 m nhưng đây là khoảng cách sát thương vừa đủ để tiêu diệt đối phương và vừa an toàn cho xạ thủ. Với hầu hết các lựu đạn thời này thì RGD-33 có khả năng và lợi thế lớn.
Lựu đạn RGD-33 có hình dạng không bình thường, rất độc đáo. Điểm độc đáo nhất của nó chính là lớp vỏ bọc phân mảnh được lắp bên trên của lựu đạn,đây chính là đặc điểm gây sát thương hiệu quả đối với bộ binh vì khi phát nổ sẽ có 1 rất nhiều các mảnh vỡ hình thoi nhọn bắn ra xung quanh vị trí phát nổ. Tổng khối lượng của RGD-33 là 750 g trong đó có 250 g là khối lượng của lớp vỏ bọc phân mảnh, 85 g là khối lượng thuốc nổ TNT ở bên trong.
RGD-33 hơi phức tạp khi sử dụng và sản xuất. Sau khi Đức tấn công Liên Xô thì lựu đạn RG-42 bắt đầu được sản xuất đại trà và dần thay thế RGD-33.
Sau thế chiến thứ hai, RGD-33 vẫn được sử dụng trong Nội chiến Trung Quốc,Chiến tranh Triều Tiên và Chiến tranh Việt Nam và được trang bị cho phe Xã hội chủ nghĩa. Ở Việt Nam, RGD-33 được gọi là lựu đạn chày và được trang bị nhiều cho du kích cộng sản ở miền Nam Việt Nam. Quân Giải phóng miền Nam Việt Nam lại sử dụng lựu đạn F1 và RG-42 là chủ yếu.

## Hình ảnh

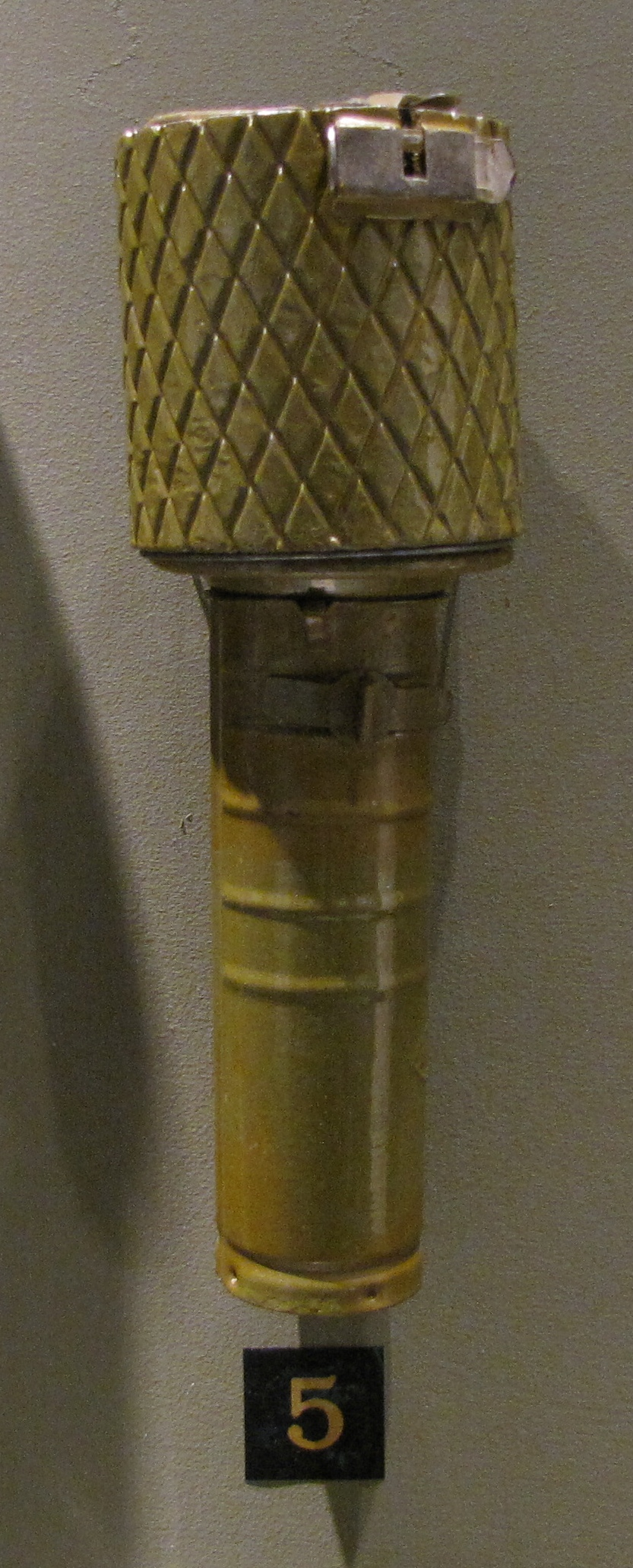
Lựu đạn RGD-33
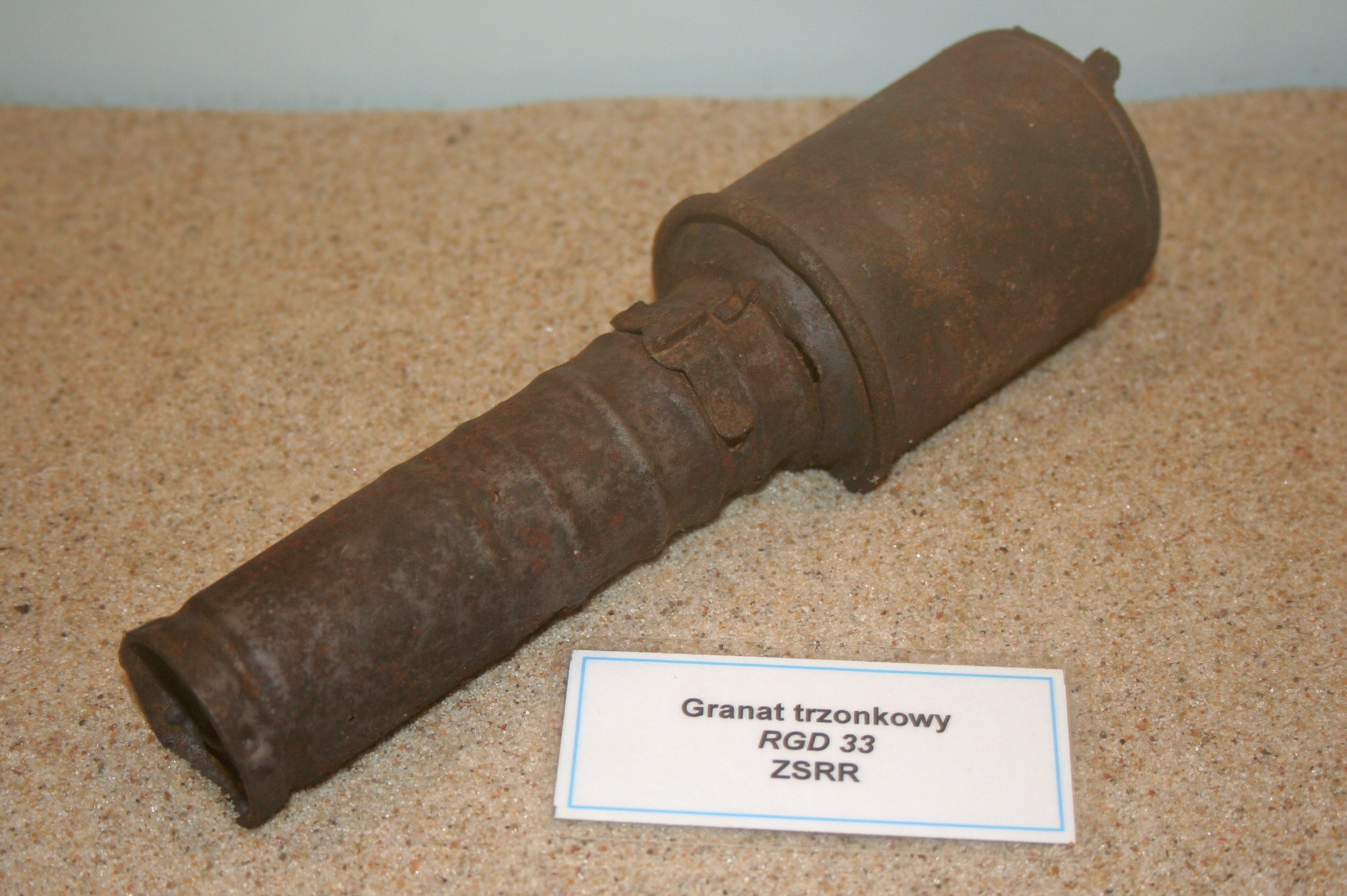
RGD-33 được trưng bày ở Ba Lan
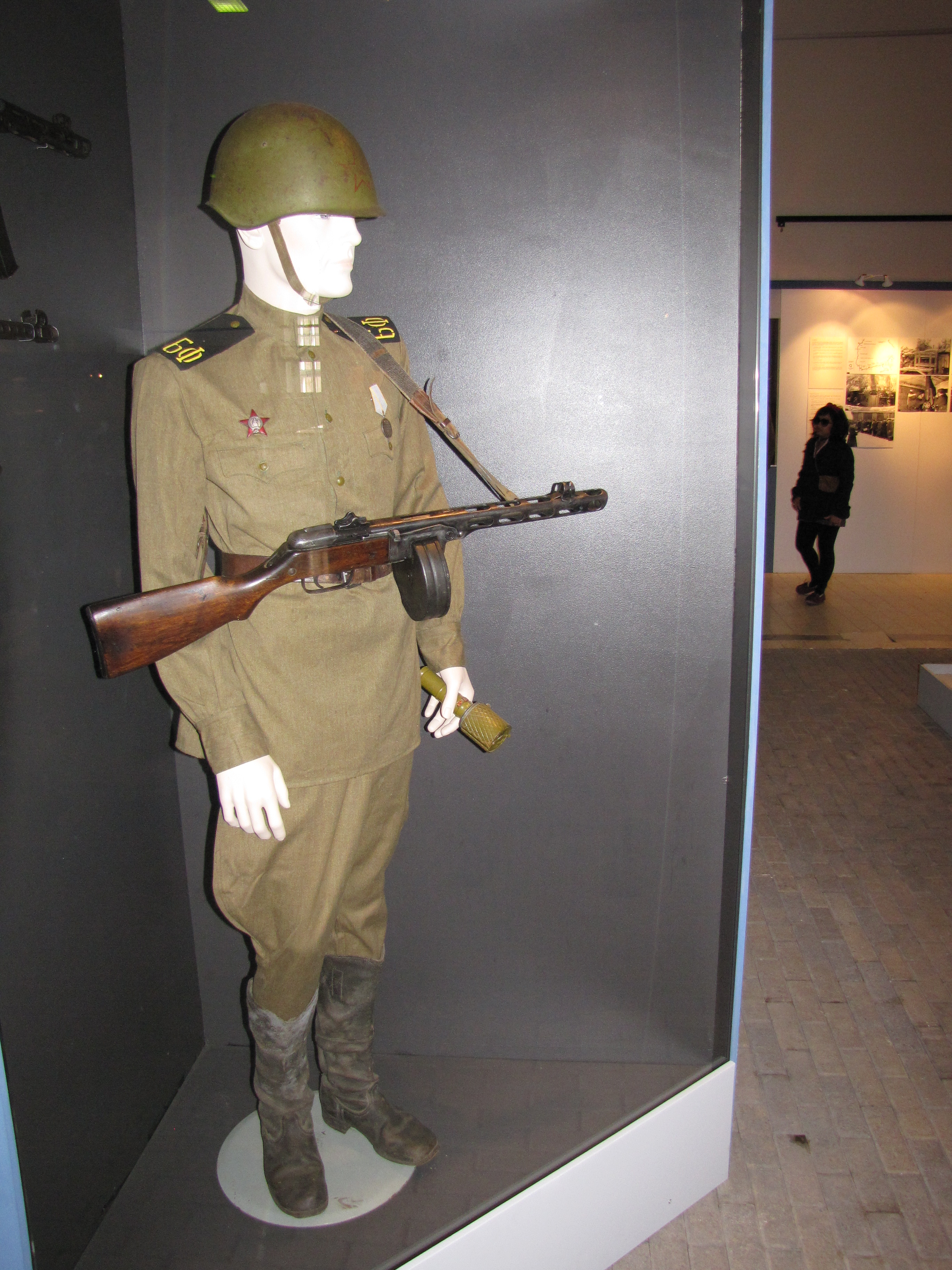
Trang bị của Hải quân đánh bộ Xô Viết trong Chiến tranh thế giới thứ hai bao gồm súng tiểu liên PPSh-41 và lựu đạn RGD-33